# 掃墓
掃墓，是指到先人墓前打掃環境、祭拜與敬禮，閩南人稱掃墓（sàu-bōng）、掛紙（kuì-tsuá）、探墓厝（thàm-bōng-tshù），如攜帶三牲等供品，才稱作「培墓」（puē-bōng）。客家人則呼為掛紙（koa-chṳ́）及釃地、福州民系云為硩紙或軋紙（dák-cāi，dák為壓之意）、廣東人言為拜山（baai3-saan1）、行青（haang4-cing1）。掃墓是維護、修整祖先墳墓及其環境的祭祖活動，用意在慎終追遠、思念祖先，同時亦能聯絡族人，有子孫團聚的意味。中國最早的春祭在寒食節，後來改為在清明節，現在北方部分地區仍然在寒食節祭祖，部份地區亦有在春節、元宵、春分、上巳（小清明）、秋分、重陽和冬至掃墓者。

## 華人掃墓時間
春節、清明節、中元節與重陽節等是中國傳統節日裏祭祖的四大節日，甚至春分、秋分、中秋、冬至、寒衣，古時都有可能是掃墓佳辰，尤其寒食節更是掃墓、祭祖、踏青、出遊的好日子。不過時至今日，現代人大多僅於清明節時，會至祖先墓地進行清理、除草。雖然無法知道寒食節在甚麼時候被清明節取代，但從唐代多首與寒食節有關的詩來看，至少在唐時，中原人士仍然有紀念寒食節的習慣。
- 小清明：農曆三月初三，遵循舊曆的社會是固定在三月初三這一天，稱「古清明」或「小清明」，有些人會在這時候掃墓，兼具有踏青、拔除不祥的意思。

- 清明：又稱「正清明」，一般為冬至之後106日，陽曆的四月五日前後，在遵循舊曆的社會中是可變動的日期，不一定是舊曆的哪一天。

- 春節：中國大陸重慶、內蒙古、山西、山東等地流行春節掃墓；部分臺灣閩南人和客家人春節也會掃墓。[1][2][3]

- 元宵：粵東與臺灣的客家人從元宵節次日即開始掃墓，清明節達到最高峯。

- 大清明：諺語又有「八月初一大清明」之說。

- 重阳：有些潮汕人家族会在重陽節掃墓，順便踏青；重陽節是香港法定假日，當天休假，利於人民進行拜山掃墓。

- 冬至：對於有些閩南人和潮汕人來說，冬至是與春節相當的大節日，有許多家族會在冬至前后上山掃墓，稱“過冬纸”。不過，冬至時候掃墓燒紙錢，由于天乾物燥，風勢強大，容易引發山火，在各地政府的勸導之下，大多數家族已经不再堅持這個習俗。

### 閩南人

#### 日期
閩南人並不一定要在哪一個日子掃墓，因為要集合宗族親戚共赴祭掃，所以在清明或小清明（上巳）前後半個月內，都是正常情況。通常分為「清明附近」與「小清明附近」兩種，連雅堂《臺灣通史》：「三月初三日，古曰上巳，漳州人謂之三日節，祀祖祭墓。而泉州人以清明祭墓，謂之嘗墓。」
泉州習俗是在清明節前後幾天掃墓。墳墓初造，第一次掃墓稱為「新墳」，一般會在二月初二（春社）前就掃墓。第二年、第三年通常在春社至清明節前一天之間擇一日掃墓。第四年起可在清明節前後的日子視方便掃墓。依照泉州習俗，清明節當日絕對允許掃墓，不須看擇日宜忌。
漳州則有半數以上人士會選在三月初三的小清明附近掃墓，但因中華民國政府定清明節為國定假日，為了配合假期，逐漸以清明節當日，成為臺灣閩南人掃墓的主流日期。

#### 祭拜
閩南習俗，沿途不得已而踩踏他人墳塚，邊走邊說「借過」，並不視為得罪。找到祖墳時，先徒手禮拜，告知土地神（后土）與先人要開始掃墓了。隨即用鐮刀清除墳墓附近的雜草，也可以趁機修復墓園的裂縫，或是補漆墓碑字跡，當清理完畢後，在墳墓壓上墓紙，代表為祖先修繕房舍。掃墓時先祭拜「后土」，才祭拜祖先，燒紙錢的順序也是先「后土」、後祖先。

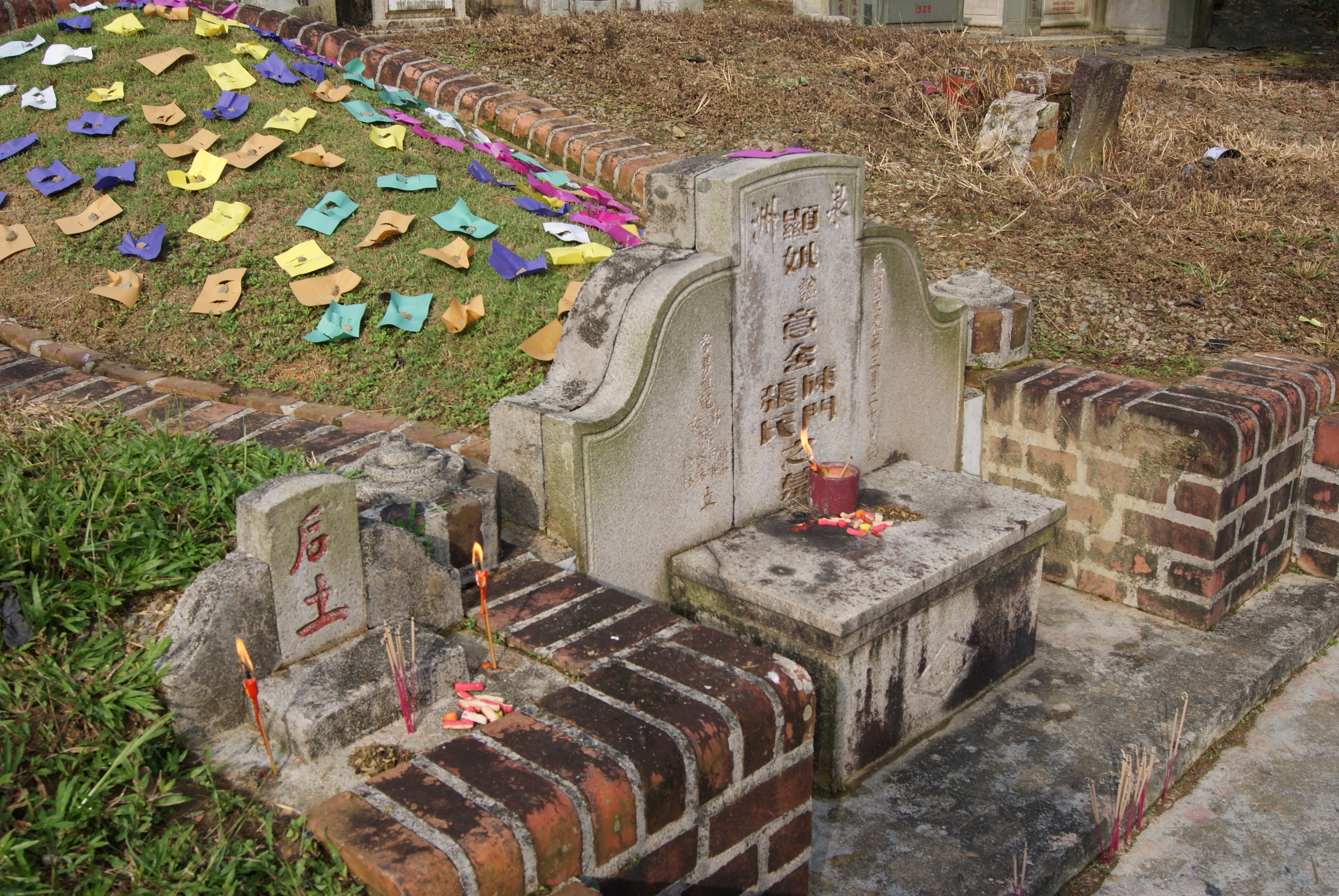
新加坡閩南華人在祖先墳上壓上泉州式樣的五色紙

#### 風俗與禁忌
各地閩南人掃墓禁忌不同，一般在日落前必須掃完墳墓，如果一定要拖到夜間，則必須攜帶淨符，或平安符，或者以紅紙包裹的菖蒲、艾草、香茅或榕樹樹葉等避邪植物葉片，避免煞氣。
臺灣早期農業時代流行「揖墓粿」的習俗，掃墓祭祖完畢，就召集附近的牧童、兒童給它們。此風流行甚早，戰國時代的《孟子》一書中，就有一位不事生產的人，去墓地向掃墓者乞討食品的故事，

### 客家人
客家人掃墓習俗不同於閩南人，在不同地區又有不同的掃墓文化。桃竹地區的客家人尤其是新竹，多半選在天穿日之後開始掃墓；苗栗和臺中一帶的客家人通常在元宵節次日之後至清明前，也有些在新春大年初一，就開始掃墓；而南臺灣六堆一帶的客家人，則由則由福德伯公生到清明之間任選一天來掃墓。
客家有「新地不過社，舊地掛到年底下。」的說法：新墳在社日前就要掛紙祭掃，最起碼要在清明節前；否則剛逝世的祖先、親人可能會搶不過七月半鬼門大開時的眾好兄弟前輩，或是被當作孤墳。舊地到年底才掛紙，都無所謂。

### 日本本土掃墓時間
日本人掃墓的日子主要有：盂蘭盆節（お盆）、春分、秋分及逝者的忌日。
盂蘭盆節（新曆8月12-15日）是日人必須回家鄉掃墓的大日子。若祖墓在住家附近，則除「お盆」外，春分及秋分也會進行春、秋兩祭。

### 琉球掃墓時間
琉球民眾多於清明節或元宵節、元宵次日春祭，首里士族多在春分和秋分附近掃墓。自從歸為日本沖繩縣之後，也有部份人依照日本人習俗，尤其是長期在縣外工作者因遷就假期而依照日本本土的掃墓日期。

### 韓國掃墓時間
- 朝鮮半島方面，仍然保留在寒食節進行春祭的傳統。

## 空間配置

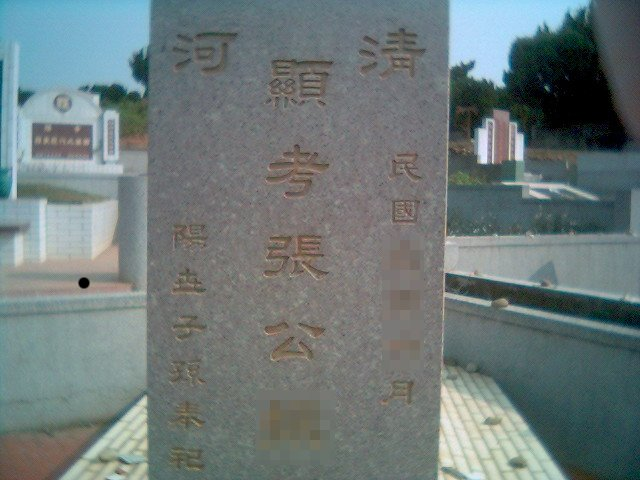
一個墓牌，上面的清河表示這個張家為清河堂，顯考表示墓中人是男性，故為張公。

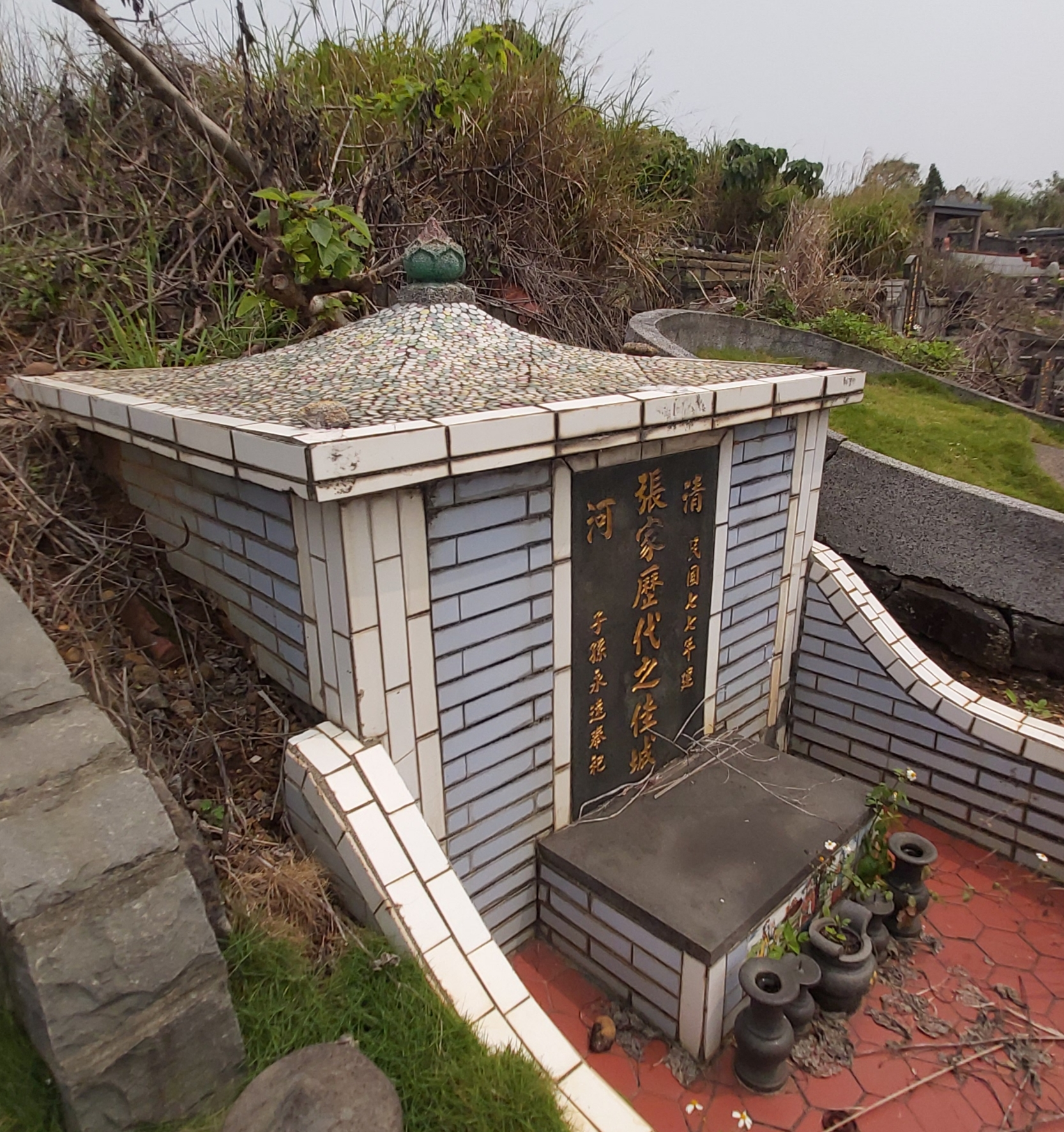
祖塔（墓厝）型態的佳城

以下以墓碑正面為基準（非參拜人的方向），由左至右（非必然）陳列。
- 龍神：所謂的龍神，是守護風水的神靈，一說是四神獸中的青龍，另說為守護山陵的山神，多半是以浮雕表示、有人只在墓位左側小角落堆石表示。在臺灣，有些會在墳墓旁立「龍神」牌位。
- 祖先墓碑。
- 土地公或后土。

自宋朝起，中国民众为保障墓前祭祀的物质需要，普遍的在家族祖坟周围一定范围内设置祭田，即墓祭田:1。
臺灣客家人於開墾有成後，宗族會集資興建公廳（祠堂）及祖塔（即家族墓，又稱佳城，多半是納骨塔），以利宗族共同掛紙（掃墓）。例如已成為古蹟的新屋范姜祖堂旁附有祖塔，而新屋區的葉五美公祖塔更是齊聚數千名子孫祭祖。

## 台灣漢族土葬掃墓祭祀儀程

### 清掃
通常這是掃墓一開始最麻煩且費事的工作，由於經過了一整年，墳墓上會長出許多野草野花甚至小型的灌木。除非是新一代有專人定期清掃管理的花園公墓，不然祖先墳墓會雜草叢生，甚至林蔭茂盛，有必要好好除草、清掃、整理。

### 掛紙

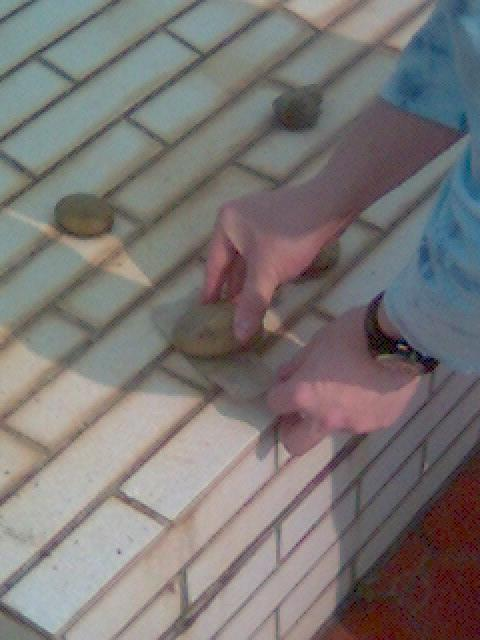
掛紙

掛紙（又稱跪紙），即為掃墓拜祭，壓上墓紙之意；是離開祖墳前，幫祖墳修繕的象徵，亦表示這座墳墓有人祭掃。

#### 實行方法
泉州人用紅黃青白靛等五色紙，漳州人和客家人用黃嘏紙（黃色墓紙），如無墓紙則使用金白錢（黃色、白色的長條狀紙錢），掃墓時將邊緣直順的墓紙用小石頭或土塊壓在祖墳的周遭。而邊緣有鋸齒、中間有裂縫的墓紙則正面朝上，用小石頭整疊壓在墓碑上。

### 擺放祭品

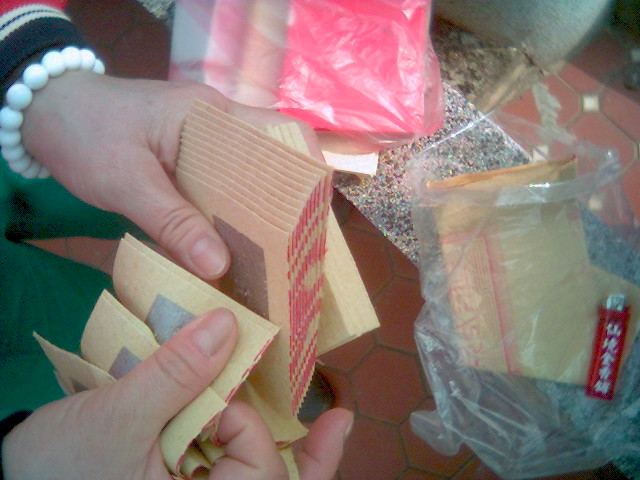
銀紙

- 鮮花
- 清水
- 點紅蠟燭：左右各一。

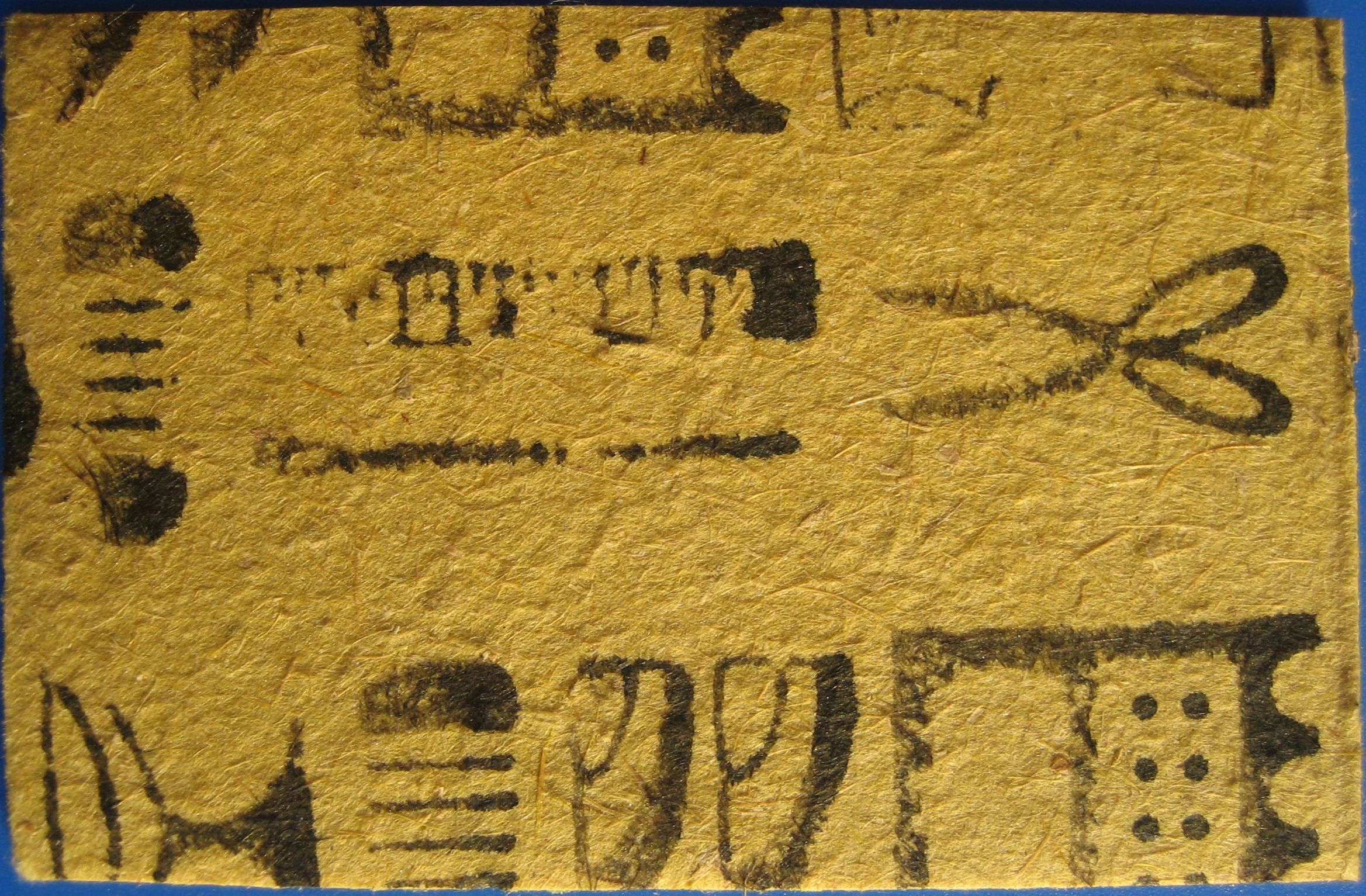
若有準備經衣，需要在先人用膳前就先燒。

- 食物：一般是不設供品，如果有攜帶供品的話，基於寒食節的傳統，為了紀念介之推，這天，人民一般不開火煮飯，只能吃冷食，可能會擺出下列食物：

潤餅：又叫春捲，祭祀的時候，放置好作潤餅的餅皮和內餡材料，內餡都是蔬菜，但近年來也有人放少許肉片或滷肉塊等。
艾粄（草仔粿）（南臺灣又稱為鼠麴粿）
刈包
水果（不用番石榴、蕃茄，據說古時此二果常於如廁時生長。不用代表「旺來」的鳳梨。不用貌似釋迦佛頭的釋迦。）
- 線香：先向土地公點三炷線香祭拜（宜蘭等地，除了土地公之外，還會祭拜守護風水的龍神），再向祖先點三炷香祭拜。

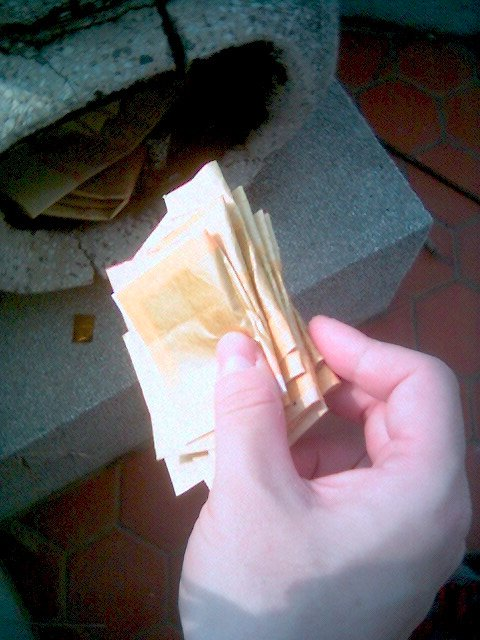
金紙

- 紙錢：

先燒土地公用金紙：北臺灣多用四色金（福金、刈金、壽金、大百壽金）；南臺灣用九金、壽金、福金。
次燒先人用紙錢：燒給祖先，若有經衣的話，需要先燒。一般為銀紙。去世三年以上者可用刈金，南臺灣為蓮花金。

### 祭祀
|  |  |  |

祭祀時每人手持三炷香。祭祀也是掃墓最大用意。中國傳統世族家庭觀念重，為了維繫長久家族的優良傳統，來承先啟後，祖先去世後仍於九泉監看子孫的表現，透過清明掃墓，後代子孫藉禱詞向祖先報告自己成就，確實不辱祖先教誨，祖先也才能保佑後代子孫。
1. 先拜土地神（后土）：請求土地神保護祖墳的安全完好，俗信土地神保護墓主的安全，故拜土地神是掃墓中相當重要的事。
2. 再拜龍神：有少數人會拜龍神，請求龍神保護祖墳風水地脈的吉祥，此風盛行於臺灣宜蘭一帶。
3. 最後祭祖：跟祖先溝通。

### 共進午膳
有些人會敬三次酒，大約十到二十分鐘，表酒過三巡，這是神靈們的用膳時間。
神靈完膳後，才是人類用餐的時間，這時就是拿潤餅、草粿喫。

### 燒紙錢
土地公：

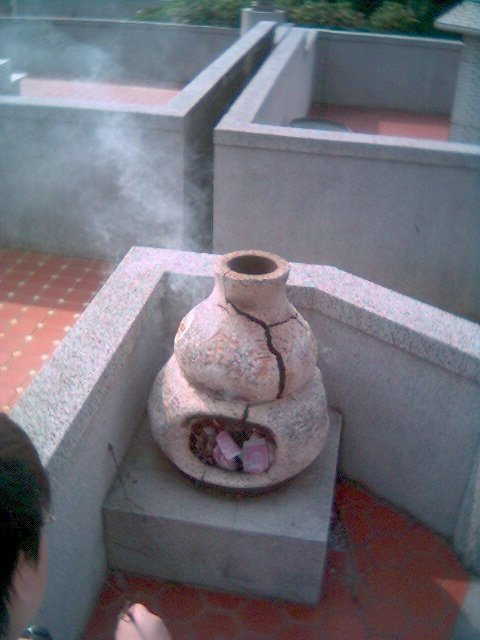
燒紙錢之前都要作折紙錢的動作，這是為了避免發生不完全燃燒，圖中白色煙霧即未完全燃燒之碳氫化合物。

1. 先拿著金紙唱拜（閩南語稱為唱 jya）告知土地公準備要燒紙錢。
2. 化寶給土地公（金紙）。上面紅紙與綑綁用的藺草（鹹草）、橡皮筋等皆須取下來，不能燒。
3. 燒差不多後酹（閩南語稱為「gan4錢」，將清水或酒、茶圍澆香爐一圈），表示燒到這（一說圍起來避免爭搶），使圓圓滿滿。
4. 收祭品。

先人：
1. 拿著金銀紙錢唱拜告知先人。
2. 化寶給祖先（銀紙，或者用九金、刈金）。
3. 酹。
4. 最後禮成收祭品。